# 薔薇少女角色列表

由左至右：水銀燈、薔薇水晶、金絲雀、翠星石、真紅、雛莓、蒼星石

本列表記述日本雙人漫畫家組合PEACH-PIT的漫畫作品《薔薇少女》中出現的角色。因為地域關係，中文譯名可能有若干差異。

## 薔薇少女

### 水銀燈(Dia)
薔薇少女系列的第一人偶，也就是爱丽丝的雏形。自視甚高，個性殘忍孤傲。由於對父親有著極端的愛，因此對在愛麗絲遊戲中獲勝並成為愛麗絲有著極大的執著，不惜代價也要奪取他人的薔薇聖母，並且視真紅為眼中釘。跟真紅一樣能精準地記住時間，例如能分毫不差地說出與前一次真紅戰鬥間隔的時間（586920小時又37分鐘，約67年）。除了承認過金絲雀的實力，對其他人偶並不看在眼裡，總以「笨蛋」（おバカさん）稱之，但對於「廢物」二字非常反感。
主要的武器也是最大的特徵是背部的黑色翅膀，可以用上面的羽毛攻擊敵人。同時也有與真紅類似的人偶操控能力。造型是标准的哥德蘿莉（ゴシック・アンド・ロリータ），服飾上有象徵其叛逆個性的逆十字。她个人认为服饰上的逆十字象征着渎神，因为罗真创造出的蔷薇少女们本身就是违背神明的存在（创造出崭新生命的存在本身就是叛逆的行为，是向神明挑战的罪恶的象征），因为是第一个诞生，所以她承受了製造七个少女所要承受的罪孽。因此她自认为自己是一个失败的作品，所以渴望成为爱丽丝，成为完美的少女。由于有着独特的背景因此也让水銀燈的人气与同部动漫的其他角色相比，相对很高（其聲優田中理惠曾親自扮演過水銀燈）。在動畫第一期和漫畫第一至六冊中並沒有媒介作為力量來源，然而戰鬥能力非常厲害可以跟有媒介的真紅等人平分秋色。
水銀燈在2009年拿下國際最萌聯盟比賽的紫水晶項鍊（Amethyst Necklace）。
水銀燈亦被部分讀者稱為「汞燈」（因為水銀俗稱「汞」），也被称为「党主席」（源于日语中的“灯（とう）”发音与“党（とう）”相同，而“水银灯”的日文发音“すいぎんどう”与“水银党（とう）”相同，因而得名。水银灯的粉丝也自称为“水银党”。）
原作漫画
水銀燈虽是被惠上发条唤醒，但最初并未缔结契约。起初為了啃食小惠的生命而和她訂下契約，但她發現其實惠和她同病相憐後開始想幫助惠，因此暗中用卑劣的手段奪走蒼星石的薔薇聖母，僅是為了讓惠能延續短暫的生命。直到以媒介为食的雪华绮晶出现，并向她提議以自己的蔷薇圣母来交换惠，水银灯意识到惠有危险，故拒绝雪华绮晶的交易，与惠结下「死也要在一起」的契约。新篇中，因為口不擇言惹惱了雪華綺晶導致惠被其抓走，為了救出惠和真紅合作，並釋出蒼星石的薔薇聖母，讓「夢之園丁」復活。最後了解愛麗絲遊戲已不須從戰鬥的手段獲勝。
新连载漫画63話中惠与雪华绮晶合体并夺取剩余蔷薇圣母，但惠卻將体內的蔷薇圣母送給水银灯。64話将蔷薇圣母（包括自己的）全部赠与真红并与其和好。在爱丽丝游戏中自己承认输给了「与主人的羁绊」，并颇为傲娇的表示“真可笑，我居然被这种东西所束缚着。”，但最终还是露出了柔和的微笑“可是这并不是坏事。”倒数第三个退出游戏。純在「潛意識之海」窺視到水銀燈的真正想法。
在漫画中臀部与腿部之间没有缺少任何球形关节，而是其背部因长翅膀的关系而龟裂，让水銀燈自觉父亲大人因此而抛弃她。而金絲雀作為水銀燈最初的姐妹（日文中的「幼馴染」），水銀燈能聽小提琴聲就認出金絲雀。過去水銀燈曾對真紅表示要撕碎所有姊妹，但當金絲雀失去主人和戰鬥能力的時候卻保護了她。
旧动画
第一季即是真红的死对头。在季末试图进入并破坏纯的梦境使其崩溃，达到破坏媒介使真红缺乏能量进行战斗的目的，最终被战胜意志的纯和真红一行人击败。但真红没有拿走水银灯的蔷薇圣母，在第二季被槐修复，跟薔薇水晶聯手，并與柿崎惠訂下契約。因為薔薇水晶告知只要把其他薔薇聖母的力量傳給媒介柿崎惠，她的病就能治好，因此為了拯救柿崎惠，夺走了蒼星石的薔薇聖母。在季末的爱丽丝游戏中被蔷薇水晶背刺击败，并把蔷薇圣母交给真红，最后被罗真所修复。

在序曲中，水银灯早期身體腰際處尚未完成，没有黑色羽翼，也没得到蔷薇圣母，全靠对父亲的思念而存活下去，個性也不是那麼偏激充滿仇恨，而是一名十分溫柔友善的人偶。自认自己是蔷薇少女，但因為真紅不忍揭发并隱瞞她並非為薔薇少女一員的事實，且當真紅知道水银灯得到薔薇聖母後表示质疑的样子，无意令她心生憤怒，更認為真紅是以憐憫的目光看著她、照顾她，从此天真笑顏不再，漆黑的羽翼在背上伸展，还粉碎了真紅視為寶貝的胸針，终与真紅反目成仇。

### 金絲雀(Canary)
薔薇少女系列的第二人偶。性格開朗樂觀有些天然呆，意外地有“姐姐”的一面，充滿自信，自稱薔薇少女中第一頭腦派的策士，戰鬥時總是能看清局勢、識破對方的招式並支援戰友。
使用由陽傘變成的小提琴演奏出帶有攻擊能力的音波進行範圍攻擊且能選擇使友方不受傷害，陽傘型態可以防禦和飛翔，因此金絲雀自稱“飛翔的少女”。一開始入侵櫻田家的計畫總是失敗，但是在遇到危險時非常冷靜，總能想出突圍的方法，戰鬥十分果斷。
媒介是小美，兩人感情非常要好。在小美被雪華琦晶抓走時非常生氣。
誕生時知道自己是第二個，被羅真要求要“理解”。一開始就明白之後會有第三、第四個人偶誕生，比其他的人偶都成熟。知道自己不會是最特別的，但媒介小美卻會把金絲雀放在心中的第一位，非常珍惜金絲雀。
唯一注意到、並得知真紅想用自己的方式進行愛麗絲遊戲的人偶，真紅表示十分驚訝。
似乎是最常使用人工精靈的人偶，隨時帶在身邊並常常跟他說話或討論戰術，因此默契相當好。金絲雀的說話常加上的語尾，近似於中文「...嗎？」、「...的吧？」、「...不是嘛？」的疑問句尾助詞，但多數為無意義。
08届的漫萌萌王，11年也取得过八强。
原作漫画
力量相當强大。唯一鎮得住水銀燈的人偶，水銀燈稱金絲雀比真紅強。看到雛莓的薔薇聖母出現在真紅面前，以為雏莓被真红强行夺走蔷薇圣母，愤而与真红战斗。曲目為「沉靜的安魂曲」、「無止盡的卡農」。
漫画第四卷末登场起初为了抢夺真红等人的蔷薇圣母而试图入侵樱田纯家，但其实并没有真的来夺取蔷薇圣母的意思，在被雏莓发现后便经常到纯的家裡做客。和真红是少数一开始就知道雏莓被雪华吞噬的人偶，之后便和红翠结盟一同在N之领域里巡视，旧连载最终话红翠被干掉后唯一平安从N之领域中返回，和纯一起前往不转动的世界。并在之后的旅途中和小美一起帮助并保护了纯。
水銀燈最初的姐妹，关系相当好，知道水銀燈的很多秘密，也总是戳破水銀燈的傲娇。
在新连载的第16话和小纯一起出现，跟随大纯一起从雪华的陷阱中，用音波破坏了雪华绮晶的水晶幻象和水晶壁，救出水銀燈、翠星石、苍星石和真红。因为帮大纯清楚分析状况，而被大纯敬佩的稱為“的吧老师”（的吧和金丝雀音相似），20话离开大纯一行人去找小纯并一同拿回了真红的实体。26话一行返回了转动的世界。在小纯昏迷后，媒介小美被雪华绮晶捉走，与大纯、真红、水银灯、翠星石等人前往蔷薇城堡，后为从机械甲虫口中保护真红，挡下一击，发条用尽而沉睡。
知道水银灯的小秘密。在“箱庭”时与水银灯住在一起。
旧动画
與原作能夠一招破壞水晶牆壁不同，表現的十分害怕薔薇水晶的水晶攻擊，性格也被改編。

旧動畫第二期第七話使用的招式有「第一樂章 攻擊的華爾滋」（攻撃のワルツ）、「第二樂章 追擊的卡農」（追撃のカノン）、「不協和音」（ディスコード）、「反擊的變奏曲」（反撃のパルティータ）與「最終樂章 破壞的交響曲」（破壊のシンフォニー），令人意外的擁有高強的戰鬥能力。動畫第二期十一話使用的招式有「野蔷薇之序曲」（野薔薇のプレリュード）、「俯首士兵之進行曲」（項垂れ兵士のマーチ）。为了保护翠星石的身体被蔷薇水晶击败，最后被罗真所修复。

### 翠星石(Emerald)
薔薇少女系列的第三人偶。人工精靈名稱出自安娜蘇（Anna Sui）的品牌香水「Sui Dreams」。跟第四人偶的蒼星石是雙胞胎人偶，特徵是兩隻眼不同色，右眼是紅色左眼是翡翠綠，服飾是巴伐利亞風的造形。擁有「園丁的噴壺」（庭師の如雨露），能給予心之樹養份令它成長，與蒼星石的「園丁之剪」成對，合稱「夢之園丁」（夢の庭師），可以使用人工精靈開啟通往夢境之門。戰鬥時如雨般灑出甘露，所及之處的植物會快速長成巨大的藤蔓困住敵人。她是第二個與純訂下契約的人偶。對陌生人會感到害怕，並總是想要躲起來，然而看來文靜，說話卻相當狠毒，對剛見面的純就叫他「小鬼頭人類」（チビ人間）。個性並不老實，來到櫻田家後常常對純跟雛莓惡作劇，因此被純稱為「黑心人偶」或「壞心眼人偶」（性惡人形）。
雖然常常表現出壞心的一面，但是內心其實是很善良的，對於戰鬥也總是無法狠下心腸。翠星石雖然嘴巴上得理不饒人，總是數落純，然而卻很在意純，是標準「傲嬌」（ツンデレ）型。曾在純心情低落的時候給他親手做的烤餅乾打氣 （漫畫第31話），也曾因純與真紅過於親近而吃醋。對於製作點心相當上手，同時也是沖烘培茶的能手，但似乎不懂得如何使用微波爐與吸塵器而搞的一團糟。翠星石說話時常加上的語尾，近似於中文「…的說」，但多數為無意義的語尾助詞。
翠星石在2009年拿下國際最萌聯盟比賽的祖母綠項鍊（Emerald Necklace）。
原作漫画
漫畫中因为不肯帮苍星石主人一叶杀人，而脱离她寻求真红帮助，并与小纯訂下契约。在苍星石死后和一叶成了好友，经常到那去喝茶。在遇到被雪华绮晶控制的小苍身体后虽然明白了这是骗局，但因为这梦相当美好的原因，本打算就此结束，但在父亲的指引下来到没有上发条的纯的世界，拿着苍星石的戒指与纯建立契约。使苍星石苏醒。并与苍星石一起施展真正实力，答应苍星石“要一个人活下去。”回到原本的世界后，与大家度过了一段和平的时光。在小纯昏迷后，与大纯等人前往蔷薇城堡，后为掩护真红和金丝雀逃走放大招发条用尽而沉睡。后被鸟海皆人的人偶玛黛琳捡回并被缝上左眼，成为“无意识的人形”：明明意识已经不在这里了，身体却依然活动着。爆发出超乎想象的战斗力（改造后），被真红称之为“自爆”。后被纯修复。
翠星石和苍星石被读者评选为“最佳姐妹”。
旧动画

第二期因为面对蔷薇水晶的攻击，情急之下与小纯建立契约。后为了保护金丝雀被蔷薇水晶封入水晶中，并被收走蔷薇圣母，最后被罗真所修复。

### 蒼星石(Sapphire)
薔薇少女系列的第四人偶。人工精靈名稱出自法國品牌香水「Lolita Lempicka」，這款香水的特色是分為女用與男用二種。翠星石的雙胞胎妹妹，也是兩眼不同色，但顏色跟翠星石左右相反，短发的斜刘海，穿著男裝的园艺师。少言寡语，不擅长说谎。脸上表情贫乏，有点冰山。擁有能除去妨礙心之樹成長之雜草的「園丁之剪」（庭師の鋏），戰鬥時也是使用園丁之剪進行攻擊，亦能使用人工精靈開啟夢境之門。
「園丁之剪」和「園丁噴壺」是相對的武器。園丁之剪能除去妨礙心之樹的枝枒，但也能剪去人類美好的回憶；園丁噴壺能滋養心之樹給予成長的養分，但過多的養分也能使心之樹腐爛。
雖與翠星石為雙胞胎個性卻大不相同，有著成熟又冷靜的思緒，對主人十分忠誠。在漫畫原作的媒介是結菱一葉，而動畫版是柴崎元治。在漫畫中，蒼星石為使主人的心得到解脫而攻擊心之樹，因而失去了薔薇聖母，還被突然出現的水銀燈奪去，就此失去活動能力並成為一具普通的人偶。蒼星石雖然沒有特別的語癖，但她會用第一人稱「僕（ボク）（女子通常用「私／わたし」作為第一人稱）」，這突顯出蒼星石男性化的性格，參照僕娘。
漫萌最佳成绩是16强。
原作
媒介是结菱一叶，结菱一叶为了向青年时代的恋人复仇，强迫苍星石与翠星石一起破坏梦境之树，翠星石逃跑。苍星石在追回翠星石的过程中认输，自愿献出蔷薇圣母给翠星石，却被暗处观察的水银灯半路抢走，身体停止运作，保留在结菱一叶家。
在後篇中，她的軀體被雪華綺晶夺走分解，並一個一個「寄」去給五年後未上發條世界的純（大純），大純將它們組裝回去後，雪華綺晶便接收了她的軀體並成為活生生的存在。但不久後大純無意間吻了翠星石暗藏的戒指，而那只戒指是蒼星石的，蒼星石的身體便起了排斥反應，雪華綺晶被推出軀殼，翠星石亦犧牲自己的薔薇聖母讓蒼星石復活。
之後蒼星石與水銀燈達成協議，水銀燈願意暫時歸還蒼星石的薔薇聖母，蒼星石亦答應事件結束後會將自己的薔薇聖母歸還給水銀燈。因此，翠星石再度和蒼星石重逢。與雪華綺晶的愛麗絲遊戲結束後，水銀燈因为看见了双子的羁绊和雏莓的守护（雏莓的蔷薇圣母守护了真红的身体）后对爱丽丝游戏产生了疑问，讓苍星石繼續保有自己的蔷薇圣母一段時間，之後水银灯才收回了她的蔷薇圣母。
旧动画

旧动画原创主人为柴崎元治，被其当做自己去世的孩子。比起原作性格更加温柔。蔷薇圣母是被水银灯通过战斗夺走。《序曲》中将水银灯拦腰斩断。

### 真紅(Ruby)
薔薇少女系列的第五人偶。本作的女主角，有著湛藍的雙瞳，長度及地的金色雙馬尾，身穿绯红色的古典衣裙，是帝政风格的貴族造型。是與櫻田純第一個締結契約的薔薇少女，個性高傲，自尊心強，有女王般的氣質，對其他人說話大都用命令的口氣，將純與雛莓視為僕人，在櫻田家有如領導者一樣。由於愛使喚純，被純稱為「詛咒人偶」（呪い人形）。
但本性其實相當溫柔體貼，擁有敏銳細膩的性格。曾被金丝雀评判为和水银灯一样热衷爱丽丝游戏，实则不然。對於愛麗絲遊戲則希望由自己的方式來終結，不希望任何一位姐妹牺牲。喜歡觀賞庫庫偵探的人偶劇，是名侦探库库的忠实爱好者，曾被純假扮的庫庫騙。常閱讀與鍊金術和心理學有關的書籍。而她和純相處日久，對純漸漸產生了濃厚的感情，她常稱讚純的縫紉技術，說他的手指是有魔法的。经常使用的绝招是蔷薇之尾，是可以追踪敵人的攻击。
真紅在2009年拿下國際最萌聯盟比賽的鑽石項鍊（Diamond Necklace）。
原作
相对于旧动画，对姐妹更加温柔，在接收雏莓的蔷薇圣母时流泪。旧连载结局中掉入雪华绮晶的陷阱，隨後決定自行解除契约，又因身体遭夺取，不得已来到未上發條的世界，暂时寄宿在那裡的純（大純）制作的伪体中，于新连载24话夺回身体。最近似乎对猫的态度转变。在纯沉睡后着急不已，想到让大纯帮忙。在感悟到纯改變命运的精神后，提出现在的爱丽丝游戏并不是父亲真实愿望，决心以自己意志改变命运，自身的蔷薇戒指也变成了顶针。
最后成为爱丽丝，但她对罗真表示：“姐妹们都已经在我心中化为一体，可是我却明白了，这与孤身一人并无分别。我并不是您想要的爱丽丝。”、“斗争、唯有战斗，是赋予我们我们唯一的生存意义。可是…就让我违背一次父亲大人吧。不仅仅是被赋予，也不仅仅是掠夺…我想要成为，可孕育之物。”、“無論誰都不會被拋棄，这就是我的爱丽丝游戏。”
羅真實現真紅的願望，重新分配薔薇聖母復活了所有姐妹，但是作為代價，真紅自己的薔薇聖母碎裂了，陷入永遠的沈睡。
在漫畫薔薇zero的番外篇中已經被純重新喚醒。
剛被喚醒的她常常對純發下床氣，即使是另一個世界的純也一致。
旧动画
在第一季与水银灯是死对头，并在季末的战斗中取得胜利。但在第二季中，战胜了水银灯的真红其实内心非常煎熬，睡觉时总做与水银灯的噩梦，而后对水银灯复活表示欣慰并对自己的“废物”言论表示道歉。在第二季的爱丽丝游戏中，因为温柔和反战的本性，一直处于被动状态并极力说服水银灯。虽然与蔷薇水晶一战中勉强占了上风，但因心软放弃战斗被其击败，最后被罗真所修复。

在《序曲》中可看出真红早期本性善良，但说话语气更高傲，这也为后面与水银灯决裂埋下伏笔。一度照顾残缺的水银灯，但因不忍揭发并隐瞒其並非為薔薇少女，只是靠对父亲思念存活着的事實，且當知道她得到薔薇聖母後，对其表示质疑，无意激怒水银灯并被捏碎“父亲大人”给予的胸章，愤而称水银灯为“废物”，从此与水银灯结仇。

### 雛莓(Pearl)
薔薇少女系列的第六人偶。初登場時與柏葉巴訂下契約。自称是Hina（小雏），也有很多小孩子气的口癖。曾被前任媒介抛弃，所以经常哭，在人偶中显得比较幼稚，被翠星石叫做小不点莓。雛莓最怕寂寞，雖然看起來人畜無害，但在跟真紅進行愛麗絲遊戲時差點把原媒介柏葉巴的力量消耗殆盡，在後悔之餘趕緊解除契約才保住了巴的生命，但因此失去了成為愛麗絲的資格，在敗給真紅後以真紅為間接媒介從純獲得活動的力量，並成為真紅的僕人（她自己也很喜歡真紅），從此就在櫻田家住下來。
主要攻擊武器是以身上蔓生出的草莓藤來困住敵人的行動。喜愛吃甜食，特別是「草莓大福」以及櫻田紀作的「花蛋漢堡」（花丸ハンバーグ）。興趣是塗鴉，以及觀看電視布偶劇「名偵探庫庫」，平常在嘴邊常常哼著自己隨意唱的歌。由於雛莓天真單純，因此總是被翠星石欺負。雛莓受到紀的溺愛，總是很依賴別人，但在跟眾人相處之下也慢慢改變了。雛莓被翠星石戲稱「小小鬼雛莓」或「小草莓小鬼」（チビチビ苺）。雛莓似乎不常使用人工精靈，導致人工精靈自信心不足而畏畏縮縮。雛莓的說話常加上的語尾，喜歡將草莓大福稱為，同時這也是她的口頭禪之一。和金絲雀很要好。
原作
前任媒介柯芮妮的的孙女奧蒂魯遭到雪华绮晶操纵，前來纯家尋找并带走雛莓。雛莓被雪華綺晶「吃掉」身體，人工精靈和薔薇聖母被放走，向真红和金丝雀讲述遭遇后，主动被真紅接收。她的蔷薇圣母和人工精灵一直守护着真红的本体。在新連載的第46話再度出现，帮助大纯唤醒小纯，后在47話神秘消失。之后她的身体被巴撿到。
旧动画

動畫版第二季的雛莓因破壞戒指而逐漸失去行動能力，最後癱瘓釋出薔薇聖母并交给真红。

### 雪華綺晶(Snowy Crystal)
蔷薇少女系列第七人偶。沒有右眼，以白薔薇覆蓋空洞的部分，總是面帶微笑，談吐非常有禮貌。實力十分强大，被称为白色的恶魔，主要登場於新蔷薇少女动画，舊動畫則登場於第二季結局前幾秒。
羅真在完成雛莓之後，想著完美的人偶可能不需要實體，所以就創造了雪華綺晶。雪華綺晶是一個沒有軀體的虛幻人偶。她為了參加愛麗絲遊戲而把雛莓的身體「吃掉了」，但卻放走了雛莓的人工精靈和薔薇聖母。拿走蒼星石的身體，困住翠星石和真紅，被水銀燈的話傷害到，所以藏起水銀燈的主人。侵入現實世界，攻擊小純、柏木巴，帶走金絲雀的主人小美。
雪華綺晶賴以為食糧的是人的「心靈」，而不是像其他人偶是以「生命」為能量，因此捕捉其他人偶的媒介並讓媒介進入沈睡，以奪取精神能量，認為未上發條世界的純（大純）是自己的主人，對其非常執著。
她不會稱呼其他人偶的名字，而是稱呼薔薇的顏色，例如真紅，雪華綺晶會稱呼她為「紅薔薇姊姊」而水銀燈則稱呼為「黑薔薇姊姊」或者「黑薔薇大人」，但面對雛莓則直呼其名。
她對薔薇聖母沒有興趣，但是執著於其他薔薇少女的媒介。嫉妒其他的姊姊們擁有自己的軀體，而自己沒有人類精神為糧食，雪華綺晶就會消失，更別談參與愛麗絲遊戲。捕捉媒介和雛莓的身體只不過是為了「存在」這種最低的生存需求。由於沒有實體所以只能遠遠的觀望其他人。
內心非常寂寞變得扭曲为其余六个姐妹的身体都想要，认为这样就可以有许多种性格，可以有许多个自己，这才是完美的少女；被水银灯和真红评价为放弃了本质的人偶。
第65話揭露她誕生時沒有與羅真相處的時光，姐姐們則全都已經前往人類世界，因此也沒有與其他姐妹一起相處過。不知道自己是誰，總是孤零零的一個人，因此“想要身體、想要一雙能為自己上發條的手，也想要一個能為自己創造身體的父親大人”。
認為既然自己什麼都沒有，那就去創造，后来她創造烏海皆人作為自己的“父亲大人”。
結局時向真紅哭訴自己一無所有，被真紅擁抱，真紅將所有的薔薇聖母都交給她（表示姐姐們都和雪華綺晶在一起），但由於雪華綺晶被切斷所有的能源供給導致自身的薔薇聖母開始剝落，被沒上發條的純和真紅接納，寄宿於大純守護的小道具上。
在漫畫薔薇少女zero的番外篇中與大家一起生活。
髮量驚人被作者稱為“右手殺手”。
旧动画

仅在结尾时出現幾秒，用右眼伸出的白蔷薇。

### 薔薇水晶(Rosen Crystal)
偽造的第七人偶。動畫第二期《薔薇少女 彷如夢境》原創角色，羅真的弟子“槐”仿照薔薇少女系列的雪華琦晶，為了証明自己超越羅真而製造出來的人偶。
以紫色薔薇造型的眼罩覆於左眼，動畫第二期完結篇中得知她的眼睛完好無缺，在眼罩脫落後透露她的左眼流著眼淚。衣服以紫色（藕荷色）為主。戰鬥能力相當強，能夠產生出水晶作出攻擊。沉默寡言，會重複別人的話，有時候是為了激怒別人才這麼做；面無表情，但遇上強敵時會顯露出笑容，屬於好戰派。雖在動畫第二期最後得到了六名薔薇少女的薔薇聖母，但身體卻因無法承受其巨大的力量而毀壞。
角色形象由原作者設計、動畫組加工，登場時想把雪華綺晶和薔薇水晶到底是同一個人還是不同的人誤導到一起的遊戲心理。

因此薔薇水晶的衣服是以雪華綺晶為基礎改造的，雖然差距非常小，但仔細看，卻給人留下了“薔薇水晶用張開的薔薇，雪華綺晶則是薔薇花蕾”的服裝印象。

## 人類

### 媒介
櫻田 純（Jun Sakurada，配音：真田麻美，林芳雪（台湾），李明幸（特别版，台湾））
本作的男主角，國中一年生，擅長讀書（老師口中的天才），同學就認為他是個書呆子，說他除讀書外就一無是處。後期被同學發現他熱衷於娃娃與設計衣服等女孩所作的事，令自尊心嚴重受損而不願上學，總是躲在房間裡進行網路郵購。對於親姊姊櫻田紀的關心相當不以為然，常用斥責或命令的口氣與之交談，然而在遇上真紅等人偶後漸漸的打開心房，生活漸漸改善。
被真紅視為僕人且總是被使喚，本身雖不願意但也無可奈何，同時也因為身高的關係被翠星石戲稱為「小鬼頭人類」 （チビ人間）。純擁有修復娃娃的高超裁縫手藝。最初與真紅訂下契約，在雛莓敗給真紅後也透過真紅間接使用純的力量，而之後在危急的情況下又與翠星石締結契約，實質上為三名人偶的媒介。
最後成為羅真的繼承者，為了讓真紅復活而尋找製作薔薇聖母的方法。
柏葉 巴（Tomoe Kashiwaba，配音：倉田雅世，馮嘉德（前五集）→雷碧文（台湾），林美秀（特别版，台湾））
純的青梅竹馬，同時也是純的同班同學，雛莓的原媒介。最初與雛莓訂下契約時因為過度疼愛，導致對雛苺的過份放縱。在雛莓與真紅進行愛麗絲遊戲時，由於雛莓過度使用力量導致巴陷入瀕死邊緣，在雛莓緊急解除契約下撿回一命。在學校是劍道社的社員，自幼跟父親學習劍道，同時也擔任學級委員，是個模範生。新連載的第38話在见证了小纯的沉睡后怀疑小惠，去找小惠询问，却遭到小惠和被控制的同学攻击，对小惠讨厌不起来，后被小美救出。帮助真红等人联系到了大纯，并一同前往雪华的城堡。46话与大纯闯入小纯的心灵，鼓舞了纯。47話找到了雏莓的身体，并决定不再逃避。50話决定留在纯所创造的家里战斗，便就此与小纯、大纯暫時分别。人气相当高，能与人偶并肩。
柿崎 惠（Megu Kakizaki，配音：河原木志穗，錢欣（台湾），吳貴竹（特别版，台湾））
是一個喜欢唱歌，患有先天性心臟病的少女，對自己的命運感到無奈而厭世。稱自己是「壞掉的孩子」（壊れた子），經常要求與水銀燈與自己訂下契約，希望水銀燈藉此將自己的生命完全吸乾。在動畫版（第二期）中，兩人一相遇便馬上訂下契約，漫畫版中則到第七期的時候，兩人才結下契約。經常一邊唱歌一邊等候水銀燈回來，把水銀燈當成天使看待。希望水银灯帮助她死去。漫畫中的小惠表面上很讨厌父亲，每次父亲来探病就大发脾气，但实际上很渴望父爱，希望父亲能留下来多陪自己一会儿，而父亲总是专注于工作。现被雪华绮晶抓走，一度下落不明，最近心脏病突然意外康复并转入纯班上（因为心脏病原因比班上同学大两岁，實際上真正的柿崎 惠並未轉到櫻田純的班上，那是雪华绮晶所創造的虛假世界）。小惠与雪华绮晶定下约定，由小惠捕捉媒介，雪华绮晶则给予小惠能够自由活动的身体，新連載的37話成功设下陷阱让纯昏迷。其并未忘记水银灯，似乎是出于某种目的自愿与雪华绮晶合作，捕获了草笛美津，并和雪华绮晶一同逃走。在最後和雪华绮晶融為一體，把雪华绮晶收集的薔薇聖母交給水銀燈，並讓自己的身體被水銀燈貫穿。
漫畫版的歌为『からたちの花』，動畫版则为『瞬』。
草笛 美津（Mitsu Kusabue，配音：川瀨晶子，楊凱凱（台湾））
金絲雀的媒介，是個人偶狂熱者，職業是服装设计师。由於本身熱愛人偶而相當溺愛金絲雀，對於其他薔薇少女的也非常感興趣。料理也很在行，總是幫金絲雀準備便當，其中的糖煎蛋更是金絲雀的最愛。在遇到金丝雀前就向往能得到蔷薇少女，以邮件方式遇到了金丝雀，对蔷薇少女的爱好程度到了疯狂的地步，每次到纯家来都要疯狂拥抱及换衣服。为救小巴而被雪华绮晶捕获，之后被迫在雪华的城堡里不断缝纫给爱丽丝的衣服。
結菱 一葉 （Kazuha Yuibishi）
蒼星石的契約者。因雙胞胎弟弟結菱二葉與情人遠走高飛而感到深受背叛，當二葉在船難中喪生時，想要利用翠星石與蒼星石對二葉的情人實行報復行動，但翠星石因無法認同而獨自離開到櫻田家。但他最後醒悟到自己想殺害的並不是二葉的情人，而是愛上二葉的情人之強烈嫉妒心。最後蒼星石將這份記憶毀滅，但自己卻犧牲了，並被水銀燈奪去薔薇聖母。
雖然他對蒼星石很愧疚，但翠星石叫他不要自作多情，並囑咐他將蒼星石的身體保護好。其後他被雪華綺晶作為「糧食」而陷入昏迷，直到水銀燈發現他並將其喚醒。事件結束之後每天都會在家準備茶點，期望能招待翠星石和蒼星石。
奧迪露（Odille Fosset）
雪華綺晶的媒介。雛莓的前主人柯芮妮之孫，被雪華綺晶設計而成為其契約者，之後到日本尋找雛莓。其靈魂和雛莓被困在N領域的雛莓房間，身體則陷入沉睡。事件結束之後回到了英國。

### 其他人类
櫻田 紀（Nori Sakurada，配音：力丸乃梨子，陳季霞（台湾），林美秀（特别版，台湾））
純的親姐姐，高中生，代替在海外工作的雙親照顧純，非常關心純的狀況。有著天然呆的個性，常被純及真紅等人命令。家事全能並擁有高超的廚藝，拿手料理是深受人偶們喜愛的「花蛋漢堡」（花丸ハンバーグ）。平常的個性很隨和及溫柔，即使純總用命令的口氣跟她說話也無所謂，但是一旦生氣起來卻很可怕（動畫一期第五話或漫畫第14話）。在學校是長曲棍球 （Lacrosse）社的一員。
柿崎 惠的父親
因為害怕看見生病的女兒，所以將自己沉溺在工作之中，在故事的最後於教堂懺悔自己。
結菱 二葉（Futaba Yuibishi）
一葉的雙胞胎弟弟，與一葉的未婚妻私奔卻不幸死於船難之中。
梅岡（Umeoka）
純的班導師，年輕認真。他是造成純成為隱閉青年的原因之一，很想幫助純回到校園生活，但是不了解其中的原委。
鳥海皆人
純同校的2年4班學生。古董商的兒子，與旁人不同，對擁有設計服裝潛能的純印象很好。透過父親知道羅真的存在，對羅真抱持異樣的憧憬，真實身份為雪華綺晶創造的虛假父親，在意識到自己只是被創造出的角色之後帶著絕望破滅。
羅真（Rozen，配音：劉傑（台湾））
製作出夢幻的薔薇少女系列人偶的神秘人偶師，也就是人偶們口中的「父親大人」，為了得到最完美的少女「愛麗絲」而使用以鍊金術製成的薔薇聖母製作出七名薔薇少女，然而他認為沒有一個人偶達到愛麗絲的境界。在極度悲傷之下失蹤，現在可能於N之領域的某處。人偶們深信，只要進行以互相奪取薔薇聖母為規則的「愛麗絲遊戲」，奪得所有薔薇聖母的人偶就會成為愛麗絲，而父親大人也只會接見愛麗絲遊戲的勝利者。

### 不上发条的世界
「不上發條」的櫻田 純（Jun Sakurada，配音：逢坂良太）
平行世界的純，中學時代選擇不與人偶定結契約（圈上「不繫上發條」），在初中畢業後通過大檢，現為大學生。由於現實考量被迫重新面對社會，並在書店工作。由於受到中學時代上發條的純委託收留真紅而被捲入愛麗絲遊戲。
被真紅稱為「未上發條的純」。最後幫助真紅和水銀燈離開雪華綺晶的Ｎ領域，並開始尋找自己的人生方向。
齊藤（Saitou，配音：高森奈津美）
大學生櫻田純在書店工作的同事，為劇團預備演員。很仰慕純精巧的手工藝和善於助人的個性，勸他加入劇團的活動。有一強健兄長同樣在劇團幫忙。與店長山口一同擔任新薔薇少女的每集預告，常不自覺毒舌批評店長山口。
山口（配音：須藤翔）
大學生櫻田純在書店工作的店長，個性輕浮看不起大學生櫻田純，經常將工作丟給純來做後提前下班玩樂，也常搭訕齊藤（通常被拒絕），後期因被總店派來的督察抓到工作不認真而對純的態度軟化。與齊藤一同擔任新薔薇少女的每集預告，但常被齊藤的毒舌言論攻擊。

### 旧動畫原创人物
山本（Yamamoto，配音：間島淳司，劉傑（台湾））
暗戀櫻田紀的同班同學，每次想約櫻田紀的時候總是遇上不幸的狀況而失敗。
柴崎 元治（Motoharu Shibasaki，配音：西川幾雄，劉傑（台湾））
蒼星石的媒介，設定與原作的結菱相異，是個年逾半百的鐘錶店師父，在失去兒子與妻子昏迷不醒的雙重打擊下，將蒼星石誤認為兒子「一樹」 （かずき），對蒼星石有著扭曲的親情而不讓蒼星石在箱子裡睡覺，在妻子甦醒後承認兒子已死的事實。
柴崎 松（Matsu Shibasaki，配音：鳳芳野）
元治之妻，由於獨子過世的事實震驚昏迷，在蒼星石進入其夢境後重新甦醒。被翠星石稱為「老奶奶」，被蒼星石稱為「老婆婆」，而她稱呼翠星石為「小翠」，蒼星石為「小蒼」。
白崎（Shirosaki，配音：櫻井孝宏，劉傑（台湾），林谷珍（特别版，台湾））
神秘的人偶店店員，其真面目為拉普拉斯之魔。
槐（Enju，配音：小野大輔，劉傑（台湾），何志威（特别版，台湾））
神秘的人偶師，動畫第二期的最终話公開其為羅真的徒弟，因此能仿制出蔷薇水晶。希望能超越羅真成為世界第一的人偶師。藉著薔薇少女忘記父親大人的樣貌，自己偽裝作羅真。
莎拉（Sarah，配音：真田麻美，陳季霞（台湾），林美秀（特别版，台湾））
英國人，真紅最初的媒介。隱瞞父母，私底下養貓加上與真紅締約。後來在蒼星石與翠星石前往下個年代後，真紅決定不在此時代停留，因此解除了與莎拉的契約，朝向下個年代前進。

## 其他人偶
艾蕾倪尔
新連載43话水银灯和金丝雀遇到的，由鸟海制造的人偶，雪华称其为妹妹，模仿真红喝茶时的口气，有着很多隻手。之后被水银灯和金丝雀擊敗。逃走后被鸟海破壞身體。
朱蒂卡和玛黛林
鸟海制造的人偶，一对同体的双子人偶（后来分裂），其中之一在接触了有毒药水后暴走。最后翠星石与两者同归于尽。
小道具
雪華綺晶的仿製品，雖然體積更小，但擁有相當的數量，視大純為主人。此外，未上發條的世界中為了彌補本應不存在的人偶而產生一個小道具。
第零人偶
前傳《蔷薇少女Zero》首次提起，為製作於水銀燈之前無數被羅真打碎的薔薇少女試作品。日後剛誕生不久的水銀燈將它取名為銀華，並將父親大人所贈八音盒的簡單歌曲教予它歌唱，但卻意外地以此代替薔薇聖母成為其靈魂的核。它沒有意識到自己失去實體，在睡夢中透過歌唱向現實蔓延無數平行世界分支的夢境，由此曾使陷入沉睡時困在其夢境的真紅和翠星石與之合唱而產生幻影，而小蝶則因傳聲特性產生共鳴。
小蝶
前傳《蔷薇少女Zero》中化妝師小姐為了代替早逝的女兒而製作的人偶，之後她的女兒還魂寄宿在人偶上。擁有類似留聲機傳聲的能力。

## 其他
庫庫偵探（Detective KunKun，配音：津久井教生，劉傑（台湾），何志威（特别版，台湾））
真紅和雛莓所熱衷於觀賞的電視人偶劇的主角，外型是狗布偶。在劇中是冷靜沉著的偵探，每次探案都能逢凶化吉，並且抽絲剝繭釐清案情，連真紅都難逃其魅力，總是稱讚他「庫庫真是天才」。動畫第一期第五話「階梯」 （漫畫第14話）中被純用腹語術假裝，把真紅耍得團團轉，可見真紅對庫庫有著很深的迷戀。
拉普拉斯之魔（Laplace's Demon，配音：津久井教生，三上哲（新作），劉傑（台湾），林谷珍（特别版，台湾））
在N領域中徘徊的神秘兔子，身穿燕尾服，說話總是不著邊際，與愛麗絲遊戲似乎有一定程度的關聯。可参考现实历史的法国数学家拉普拉斯。

## 外部連結
- PEACH-PIT官方網頁（日語）
- TBS官方網頁 （页面存档备份，存于）（日語）